# 南江站
南江站，位于中华人民共和国贵州省贵阳市开阳县南江布依族苗族乡，是贵开城际铁路上的高铁站，2015年5月1日启用营运，由中国铁路成都局集团管辖。

## 歷史
- 2015年5月1日正式启用。[2]

## 車站周邊
- 开阳县南江乡卫生院
- 南江布依族苗族乡中心小学
- 南江布依族苗族乡政府

## 外部連結
- 中国铁路客户服务中心（页面存档备份，存于）